# Baloskion
Baloskion là một chi thực vật có hoa trong họ Restionaceae.